# Горбатюк, Андрей Васильевич
Андре́й Васи́льевич Горбатю́к (род. 9 мая 1946, Капитановка, Кировоградская область) — советский и российский физик-теоретик, специалист по силовым полупроводниковым приборам. Лауреат Госпремии СССР (1987).

## Профессиональная биография
Окончил Одесский политехнический институт (ныне Одесский национальный политехнический университет), затем аспирантуру ФТИ им. А. Ф. Иоффе АН СССР (ныне РАН) в Ленинграде.
С 1981 года работает в ФТИ им. Иоффе в лаборатории мощных полупроводниковых приборов, в настоящее время — главный научный сотрудник. Доктор физико-математических наук (2003).
С 1996 года по совместительству преподавал в Санкт-Петербургском политехническом университете. Профессор (2011).

## Научная деятельность и достижения
Разработал теорию динамики и устойчивости инжекционных процессов в многослойных и интегральных полупроводниковых структурах при больших плотностях тока. Предложил физический принцип и разработал теорию реверсивно-включаемого динистора (РВД) — силового полупроводникового переключателя микросекундного диапазона. РВД был реализован при участии А. В. Горбатюка в ФТИ и стал самым мощным высоковольтным (3 кВ) полупроводниковым переключателем микросекундного диапазона (максимальный коммутируемый ток 0.3⋅106 А).

## Из библиографии
Автор около 90 научных публикаций. Избранные работы:
- Grekhov I. V., Gorbatyuk A. V., Kostina L. S., Korotkov S. V., Jakovtchuk N. S. Superpower switch of microsecond range // Solid-State Electronics — 1983 — vol. 26 — no. 11 — p. 1132.
- Gorbatyuk A. V., Grekhov I. V., Nalivkin A. V. Theory of quasi-diode operation of Reversely Switched Dinistors // Solid-State Electronics — 1988 — vol. 31 — no. 10 — pp. 1483—1491 (см. аннотацию).
- Gorbatyuk A. V., Niedernostheide F. J. Spatial current-density instabilities in multilayered semiconductor structures // Physical Review B — 2002 — v. 65 — no. 24 — ArtNo#245318 [15 pages] (см. аннотацию).
- Slipchenko S. O., Podoskin A. A., Pikhtin N. A., Tarasov I. S., Gorbatyuk A. V. Model of steady-state injection processes in a high-power laser-thyristor based on heterostructure with internal optical feedback // IEEE Transactions on Electron Devices[англ.] — 2015 — v. 62 — no. 1 — pp. 149—154 (см. аннотацию).
- Горбатюк А. В. Неустойчивости и расслоения тока в полупроводниковых структурах: учеб. пособие // 2009 — СПб.: Изд-во Политех. ун-та — 79 с. — ISBN 978-5-7422-2340-5.

## Награды и премии
Лауреат Государственной премии СССР 1987 года «За разработку новых принципов коммутации больших мощностей полупроводниковыми приборами».